# Christian Dorda (Rechtsanwalt)
Christian Dorda (* 30. Oktober 1947 in Wien) ist Rechtsanwalt, Honorarkonsul des Fürstentums Monaco und internationaler Schiedsrichter.

## Lebenslauf
Christian Dorda promovierte 1971 an der Universität Wien zum doctor juris. Am Tag seiner Angelobung als Rechtsanwalt gründete er 1976 eine eigene Kanzlei. Nachdem sich 1983 Walter Brugger und 1988 Theresa Jordis als Partner beteiligt hatten, wurde die auf internationale Causen ausgerichtete Wirtschaftskanzlei bis 2017 unter der Firma Dorda Brugger Jordis geführt und firmiert seit 2017 als DORDA Rechtsanwälte GmbH. Dorda war Lektor am Hernstein International Management Institute und ist heute Gastvortragender an der Wirtschaftsuniversität Wien. Gemeinsam mit dem damaligen Generaldirektor der Donau Chemie, Alain de Krassny, gründete er die Französisch-Österreichische Handelskammer und ist deren Syndikus. Er ist Vorsitzender des Kuratoriums der Amerikanischen Handelskammer in Österreich, gründendes Vorstandsmitglied des Thinktanks Agenda Austria und Ehrenpräsident des Fördervereins „Freunde des Belvedere-Museums“. Er war bis 2007 Vorsitzender der M&A-Kommission der Union Internationale des Avocats, bis 2008 Aufsichtsratsvorsitzender bei PwC Wirtschaftsprüfung AG und bis 2009 stellvertretender Aufsichtsratsvorsitzender der Magna International Europe AG. Nach jahrelanger Anwaltspraxis im Bereich M&A fungiert Dorda nun hauptsächlich als Schiedsrichter in internationalen Schiedsfällen. Dorda ist Member emeritus des Internationalen Schiedsgerichtshofes (International Court of Arbitration) der Internationalen Handelskammer (ICC) und seit 2009 Vizepräsident der ICC Austria. Christian Dorda ist Honorarkonsul des Fürstentums Monaco in Österreich. Er ist verheiratet und hat zwei Kinder.

## Orden
- Officier de l'Ordre de Grimaldi, Monaco, 2010
- Chevalier de la Légion d'honneur (Ritter der Ehrenlegion, Frankreich, 2008)